# 208P/МакМиллана
Комета МакМиллана (208P/McMillan) — короткопериодическая комета из семейства Юпитера, которая была обнаружена 19 октября 2008 года американским астрономом Робертом МакМилланом при помощи 1,8-метрового телескопа обсерватории Китт-Пик. Она была описана как диффузный объект 18,9 m звёздной величины с небольшой комой диаметром в 5 " угловых секунд и коротким хвостом, протянувшемся на юго-запад на 15 " угловых секунд. Практически сразу же удалось найти комету на более ранних снимках, полученных 20 сентября 2008 года. Когда были получены результаты расчёта орбиты кометы, комету удалось найти и на двух более ранних снимках, полученных 23 сентября и 2 октября 2000 года во время её предыдущего возвращения. Комета обладает довольно коротким периодом обращения вокруг Солнца — чуть более 7,6 года.

Орбита кометы МакМиллана и её положение в Солнечной системе

### Сближения с планетами
Единственная особенность кометы состоит в том, что она имеет небольшой MOID с планетой Юпитер (0,113 а.е.). Эта характеристика означает, что комета может довольно близко подходить к Юпитеру и подвергаться заметным гравитационным воздействиям с его стороны. Один из таких проходов имел место 9 июля 2004 года, когда она оказалась на расстоянии всего 0,185 а.е., что изменило её орбиту и поместил ее на нынешнюю, что, вероятно, способствовало её обнаружению при последующем прохождении перигелия в 2008 году.
- 0,27 а. е. от Юпитера 11 ноября 1945 года;
- 0,18 а. е. от Юпитера 9 июля 2004 года;
- 0,71 а. е. от Юпитера 12 июня 2074 года.